# Przyczepka rowerowa
Przyczepka rowerowa – pojazd pozbawiony silnika, ciągnięty lub pchany przez rower. Służy do odciążania pojazdu w trakcie wypraw rowerowych, do transportu przedmiotów o większych gabarytach, a także do przewozu zwierząt i dzieci. Długość zespołu pojazdów roweru z przyczepą w Polsce nie może przekraczać 4 m.

## Podział przyczep rowerowych
- jednokołowe
- dwukołowe
- trójkołowe

Liczba kół decyduje o konstrukcji pojazdu i charakteryzuje jego możliwości przewozowe: wielkość i masę ładunku, rodzaj transportowanego przedmiotu (przyczepki towarowe lub reklamowe) oraz specjalistyczne zastosowanie (przewóz rzeczy, zwierząt, ludzi).

## Jednokołowa przyczepka rowerowa

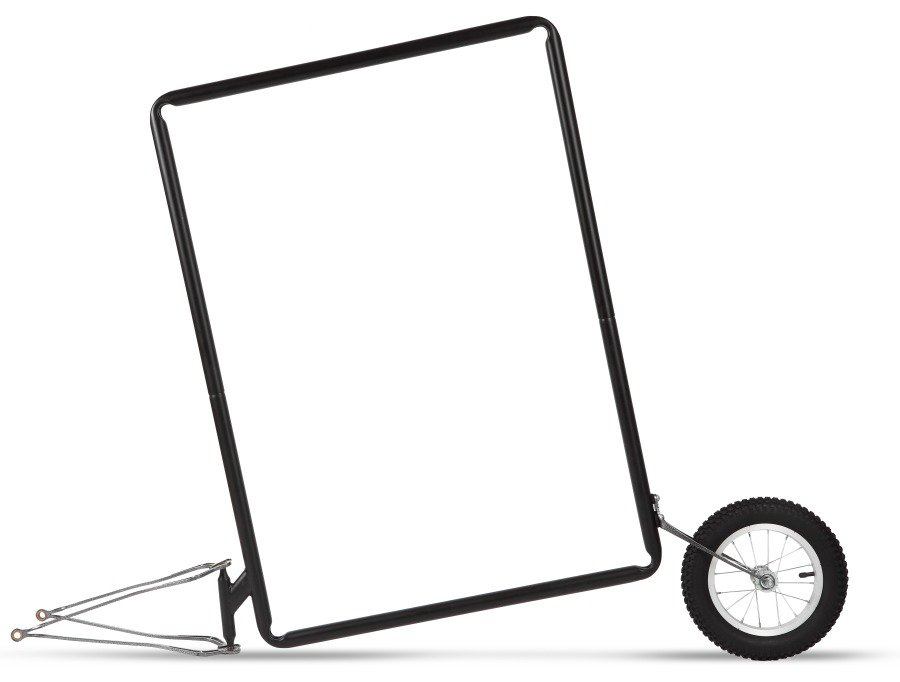
Jednokołowa przyczepka reklamowa

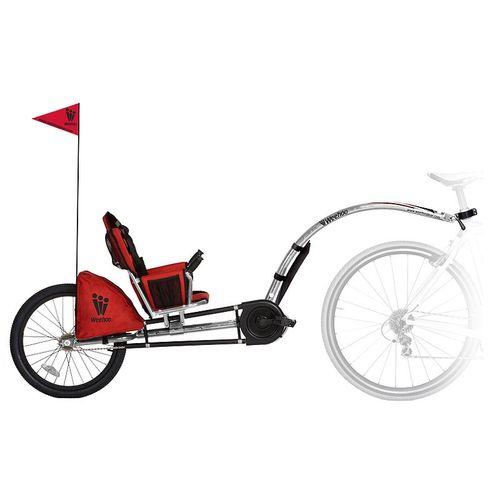
Przyczepka rowerowa do przewozu dzieci.jpg

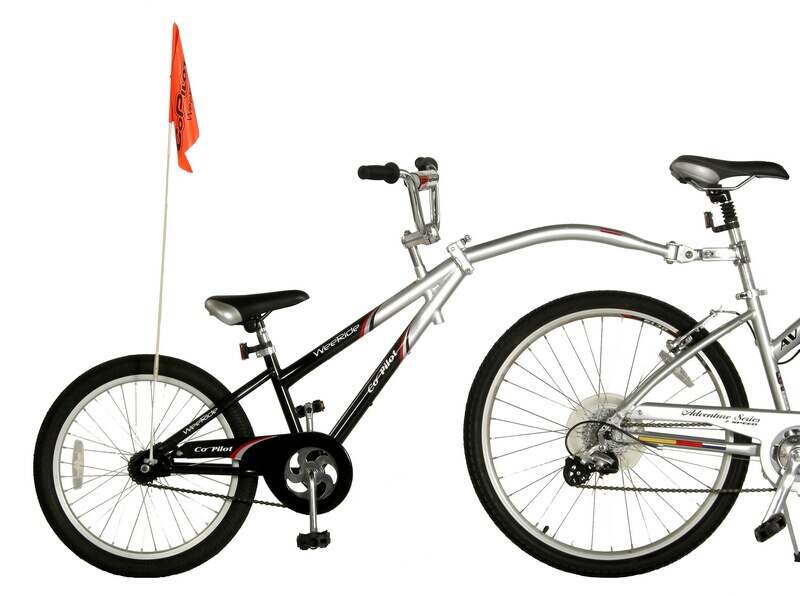
Jednokołowy rowerek dziecięcy

Rodzaj przyczepki do roweru, wyposażonej tylko w jedno koło. Są lżejsze i łatwiej je holować po wąskich drogach (zamontowane z tyłu są nie szersze niż rower, ale mają mniejszą nośność i są potencjalnie mniej stabilne od przyczep dwukołowych. 
Zbudowana jest w oparciu o ramę z systemem zaczep, którymi  może zostać podpięta do piasty tylnego koła każdego modelu roweru. Przyczepki jednokołowe zwykle łączone są z rowerem za pomocą widelca, który przymocowuje się po dwóch stronach tylnej osi. Niektóre modele wyposażone są dodatkowo w amortyzator, dopasowując pojazd do podłoża i niesionego ładunku. 
Przyczepki produkowane są z metalu, zazwyczaj ze stali lub aluminium oraz tworzyw sztucznych. Ich montaż odbywa się za pomocą lutowania, spawania lub zespalania nakrętkami lub śrubami. Konstrukcja przyczepek oparta jest na pojedynczej osi. Koło stanowiące podstawę przyczepki występuje w różnych rozmiarach. W niektórych wersjach jego rozmiar można dopasować do konkretnego modelu roweru. Przyczepki posiadające koła o większej średnicy poruszają się sprawniej zwłaszcza w trudnych warunkach terenowych i zachowują lepszą trakcję podczas jazdy. Z tylnym kołem roweru łączone są nakrętkami lub tzw. szybkozamykaczem. Pneumatyczne opony przygotowane są na duże obciążenia, natomiast błotnik na przyczepce przyczynia się do ochrony ładunku.

## Rodzaje przyczepek jednokołowych
- bagażowe (towarowe)
- reklamowe
- do przewozu dzieci i zwierząt
- jednokołowe rowerki dziecięce

### Przyczepki bagażowe (towarowe)
Występują w dwóch rodzajach jako jednokołowy koszyk uzupełniony torbą oraz zapasowe koło rowerowe obciążone ładunkami po obu stronach.

#### Przyczepki koszykowe
Konstrukcja oparta jest o kosz zawieszony między niewielkim kołem przyczepki a widelcem łączącym go z tylną osią roweru, zapewnia dobrą aerodynamikę w trakcie jazdy, ale utrudnia poruszanie się po bezdrożach, zaczepiając konstrukcją o wystające kamienie i korzenie. Do kosza wkładana jest torba wykonana z nieprzemakalnego tworzywa. Przyczepka spełnia wymogi wycieczek rodzinnych utwardzonymi drogami z uwagi na spore możliwości ładunkowe do 40 kg. W trakcie jazdy jest bardzo stabilna i odporna na silne podmuchy wiatru. Ma nisko położony punkt ciężkości, dzięki czemu jest mało odczuwalna jako obciążenie dla rowerzysty. Jednokołowa przyczepka rowerowa została po raz pierwszy zarejestrowana właśnie w tej wersji w roku 1991 przez amerykańską firmę Bob. Model ten jest kopiowany przez wiele firm, zwłaszcza z chwilą wygaśnięcia patentu. Zwykle konstrukcje  te ważą od 6 do 8 kilogramów.

#### Przyczepki z sakwą
Standardowe koło rowerowe ciągnięte za pojazdem, na którym zawiesza się sakwy rowerowe, służy do przewożenia ładunku do 35 kg. Przyczepki te wykorzystuje się na przyrodnicze, rekreacyjne, wyczynowe i sportowe wyprawy rowerowe, ponieważ są stabilne w trakcie jazdy, zachowując ślad roweru i dobrze reagują na duże zróżnicowanie terenu. Są najlżejsze i, stanowiąc naturalne przedłużenie roweru, nie utrudniają poruszania się także w ruchu miejskim. Widelec łączący przyczepkę z rowerem jest lekki i sprężysty oraz umożliwia wyczepienie zestawu podczas wypadku. Dodatkowym zabezpieczeniem jest możliwość wykorzystania zapasowego koła, które ciągnięte ze sobą może w sytuacjach awaryjnych być bardzo przydatne. Patent na ten wynalazek został udzielony w 2006 roku polskiej firmie Extrawheel. Waga konstrukcji 4,6 kg.

### Przyczepki reklamowe
Są zbudowane w oparciu o stelaż przygotowany pod ekspozycję plakatu lub baneru reklamowego. Wyposażone są w koło niewielkiej średnicy oraz widelec, którym zespala się przyczepkę z osią tylnego koła roweru. Umożliwiają reklamę na terenie miasta, zwłaszcza na drogach i placach z ograniczonym ruchem dwuśladów i umiarkowaną możliwością reklamy stacjonarnej, a dużą ilością pieszych (centra miejskie, parki, rynki). Konstrukcja jest bardzo lekka i umożliwia płynną jazdę po mieście.

### Jednokołowe przyczepki do przewozu dzieci i zwierząt
Tzw. „tandemy przyczepy” są podobne z wyglądu do przyczep motorowych. Montowane z boku roweru kształtem przypominają budkę z siedziskiem, osłoniętą przed deszczem i wiatrem zadaszeniem z tworzywa. Zintegrowane siedzenie jest przypięte do roweru i opiera się na jednym kole, a napęd rowerowy zostaje równomiernie rozłożony na całej konstrukcji. Można nimi przewozić małe dzieci, które nie mogą jeszcze samodzielnie jeździć na rowerze oraz małe zwierzęta domowe do 45 kg (głównie psy).

### Jednokołowe rowerki dziecięce
Dołączane są pod siodełkiem roweru osoby dorosłej. Stanowią  rozwiązanie dla dziecka za dużego na fotelik, a za małego na samodzielne podróżowanie rowerem. Konstrukcja przeznaczona jest dla dzieci w wieku od 4 do 9 lat. Osoba dorosła kontroluje prędkość jazdy i jej kierunek, dziecko pedałuje wtedy, kiedy chce, ponieważ nie ma konieczności stałego nadawania pędu. Dzięki temu możliwa jest równa jazda, bez konieczności zatrzymywania się, gdy dziecko jest zmęczone, ponadto dzięki takiemu rozwiązaniu uczy się utrzymania równowagi na rowerze bez używania bocznych kółek. Zestaw można szybko i sprawnie zdemontować. Wiele modeli posiada wbudowany błotnik i chorągiewkę zwiększającą widoczność podróżujących na trasie. Wysokość położenia kierownicy, jak i wysokość siodełka, można regulować do wzrostu dziecka.

## Dwukołowa przyczepka rowerowa

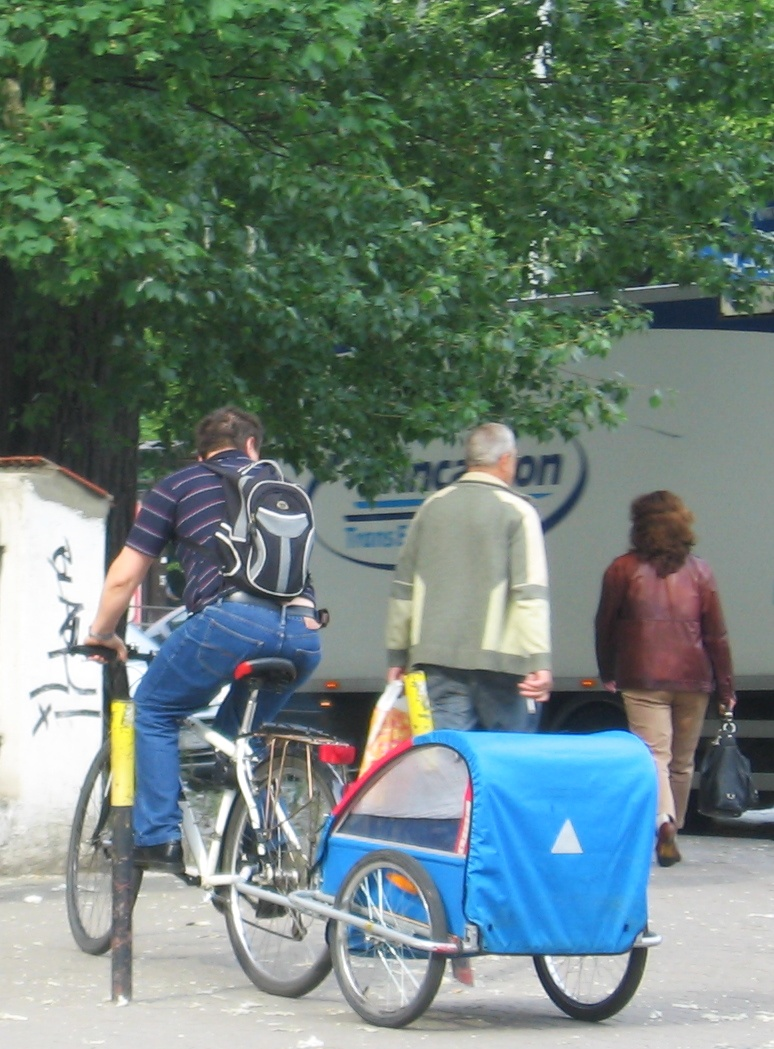
Dwukołowa przyczepka rowerowa

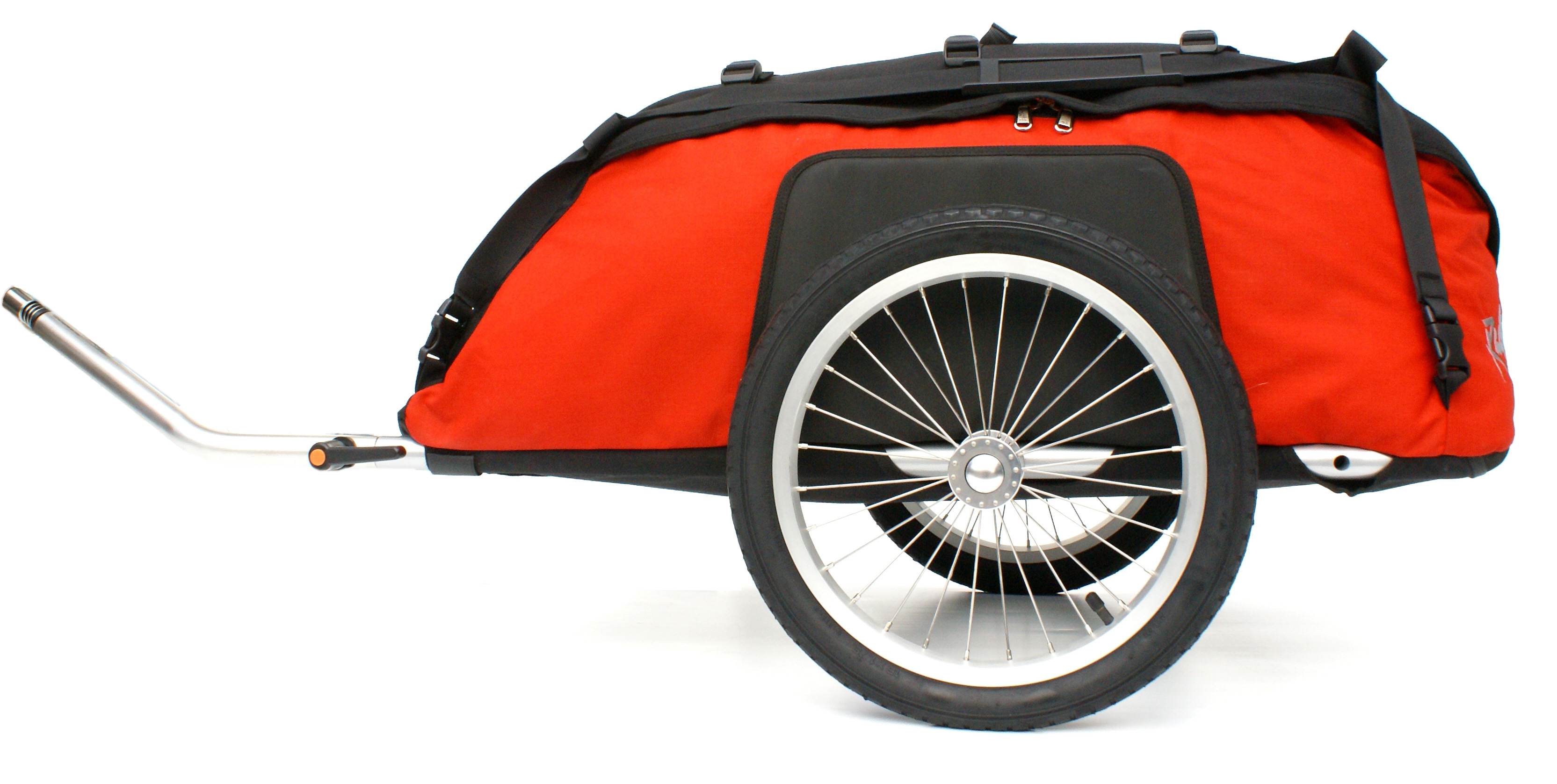
Bicycle-trailer-by-radical-design

Tradycyjny rodzaj przyczepki, której konstrukcja oparta jest o dwa koła. Służy do przewozu zwiększonej ilości ładunku i odciążania roweru.
Konstrukcja przyczepki opiera się zwykle na ramie wykonanej z aluminium, stali, a nawet bambusa. Układ jezdny oparty na dwóch kołach jest często amortyzowany. Jej wnętrze tworzy siedzisko, w którym przewozić można duże zakupy, sprzęt turystyczny, zwierzęta, a nawet dzieci. Jest montowana z rowerem za pomocą zaczepu łączącego przyczepkę z tylnym widelcem koła, co nie wymaga
modyfikacji piasty. Koła samej przyczepki mocowane są jednostronnie (podobnie jak w przypadku wózków inwalidzkich), a ich piasty znacznie się różnią od dwustronnych piast rowerowych. Przyczepki
rowerowe dwukołowe charakteryzują się dużą pojemnością, mogą służyć do przewozu przedmiotów o znacznych rozmiarach (jak telewizor, mała lodówka), ponieważ ich nośność wynosi często do 90 kg. Są stabilne podczas załadunku i rozładunku. Mocowanie pojazdów dwukołowych wymaga trzech stopni swobody przegubu. Urządzenie musi mieć możliwość obrotu nie tylko w górę, dół, prawo i lewo, ale także wokół osi podłużnej roweru, ponieważ pojazd przechyla się na zakrętach. Dlatego przyczepki dwukołowe przy zwiększonej prędkości są niestabilne i mogą przewracać się podczas
zakrętów, a także w trakcie jazdy po nierównym terenie, gdy jedno koło wpada w dziurę nawierzchni. Ponieważ są szersze niż rower, rozstaw ich kół powoduje trudność przy omijaniu przeszkód.

## Rodzaje dwukołowych przyczepek rowerowych

### Przyczepki transportowe
Występują w kilku rodzajach, jako wózkowy koszyk bądź misa w kształcie małej wanienki umieszczona wewnątrz konstrukcji ramy opartej na dwóch kołach. Poza drogami publicznymi, gdzie obowiązuje limit 4 m, można nimi przewozić także długie przedmioty jak kajaki czy deski surfingowe, wówczas przyczepka zbudowana jest z regulowanej ramy.

#### Przyczepki koszykowe
Przyczepki zbudowane w oparciu o konstrukcję wózkową mają nisko zawieszone podwozie i pojemny kosz wbudowany w ramę lub będący integralną jej częścią. Najczęściej stosuje się koła 16-calowe. Kosz wykonany z aluminium, stali, tworzywa sztucznego lub bambusa może być osłaniany nieprzemakalnym materiałem. Pojazd wyposażony jest w zaczep do roweru, a niektóre modele w
chorągiewkę sygnalizacyjną. Czasem można zmienić funkcję przyczepki na wózek ręczny za pomocą zmiany pozycji mocowania ramienia zaczepowego. Możliwości przewozowe zaczynają się od 30 kg,
niektóre modele wyposażono w wewnętrzną segregację niesionego ładunku – np. skrzynki służące do przewozu napoi.

#### Przyczepka towarowa typu „wanna”
Rodzaj przyczepek dobrze sprawdzający się przy transporcie towarów wymagających ochrony przed deszczem i błotem. Wyglądem przypominają taczkę, zbudowane są na stalowej ramie, we wnętrzu
której znajduje się prostokątny pojemnik z tworzywa sztucznego. Pojemnik można wyjmować z ramy. Z obu stron posiada zabezpieczenia przed wypadnięciem w czasie jazdy. Koła, zwykle gumowe, mają
średnicę do 20 cali, a obrotowe sprzęgło zapobiega wywrotkom wózka przy upadku roweru. Całość przyczepki szybko można zdemontować bez konieczności używania kluczy. Pojemność wanny wynosi ok. 90 litrów, a ładowność do 90 kg. Większość modeli przystosowana jest do wszystkich typów rowerów. Przyczepka jest ciężka i nie nadaje się na turystyczne wyprawy po trudnym terenie.

#### Przyczepki do przewozu desek surfingowych
To pojazdy, które służą do przewozu desek surfingowych wraz z żaglem. Rama przyczepki wykonana jest ze stali, 20-calowe koła z tworzywa sztucznego oparte są na wysokim zawieszeniu, pod którym znajduje się dodatkowy kosz na bagaże. Najważniejszą cechą takiej przyczepki jest regulowana długość, która pozwala ramie dostosować się do sprzętu sportowego. Regulowana jest także wysokość platformy, na której opiera się deskę. Przyczepka może unieść 60 kg, wyposażona jest w hak holowniczy. Łatwo się ją demontuje.

#### Przyczepki do przewozukajakówicanoe
Są zbliżone budową do przyczepek przewożących deski surfingowe. Stalowa konstrukcja ramy wsparta jest dwoma kołami o średnicy 20 cali, wyposażonymi w felgi ze sztucznego tworzywa. Można regulować długość przyczepki, a także demontować ją i przechowywać w dwóch osobnych częściach. Jej niskie zawieszenie umożliwia płynną jazdę i zwiększone bezpieczeństwo przy dużym obciążeniu. Wyposażona jest w hak holowniczy i może unieść 70 kg ładunku.

#### Przyczepki do przewozu toreb golfowych
Przyczepki przeznaczone do przewozu toreb golfowych są mniejsze od pozostałych modeli, a ich szkielet ustawiony jest bardziej w pionie. Dzięki temu rozłączone z rowerem mogą służyć za stojak na kosz z kijkami golfowymi. Przyczepkę taką podpina się za pomocą haka pod siodełko roweru. Wykonana jest zwykle ze stali i wyposażona w 20-calowe koła.

## Przyczepki reklamowe
To aluminiowa bądź stalowa konstrukcja oparta na dwóch kołach przygotowana pod ekspozycję plakat reklamowy|plakatu reklamowego. Dwukołowe przyczepki wyposażone są zwykle w 20-calowe koła, ponieważ
mają możliwość ciągnięcia większej, cięższej lub podwójnej ramy. Stelaże na jeden duży plakat umożliwiają prezentację planszy o wymiarach 100 × 160 cm, ramę takiej przyczepki w kształcie prostokąta można ustawiać w dowolnej płaszczyźnie. Natomiast podwójne wózki, w kształcie daszka zwężającego się ku górze, dają sposobność pokazania dwóch mniejszych (140 × 80 cm) afiszy po obu stronach ramy w tym samym czasie.

## Przyczepki do przewozu dzieci
Dwukołowe przyczepki do przewozu dzieci, tak zwane „buggy trailers”, są obok trójkołowych najczęściej spotykanymi na rynku. Cieszą się olbrzymią popularnością, ponieważ umożliwiają
prowadzenie aktywnego trybu życia wraz z małym dzieckiem. Są wykonane z aluminium bądź stali i wyposażone w koła 16- lub 20-calowe oparte na niskim zawieszeniu, by odpowiednio
umiejscowić środek ciężkości wózka i zapewnić bezpieczną jazdę. Są wygodniejsze niż tradycyjny rowerowy fotelik, ponieważ umożliwiają dziecku pełną swobodę ruchów. Siedzi ono bowiem w małym pomieszczeniu stworzonym na platformie wózka, jest osłonięte przed deszczem, słońcem i wiatrem, często zapięte 5-punktowymi pasami. Do roweru przyczepkę mocuje się za pomocą uchwytu, który ogranicza jej wywrotność zachowując płynność ruchów. Mogą być dwuosobowe, a niektóre modele można przekształcać w samodzielne wózki, wózki do biegania czy nawet przyczepki narciarskie. W opinii niektórych przyczepki rowerowe mają jednak wadę – dziecko
znajduje się za rowerem poza kontrolą rodziców. Ponadto maluch nie może brać aktywnego udziału w wycieczce (pedałować) – dotyczy to klasycznych przyczepek rowerowych, niektóre umożliwiają jednak pedałowanie. Starsze dzieci szybko się nudzą jazdą, w której nie uczestniczą, zwłaszcza jeśli potrafią już siedzieć na rowerze. Od 2011 roku polskie prawo dopuszcza transport dziecka w przyczepce rowerowej.

## Przyczepki do przewozu zwierząt
Przyczepki rowerowe dwukołowe do transportu zwierząt, głównie psów, przypominają wyglądem przyczepki dziecięce. Można w nich przewozić małe, domowe zwierzęta do 45 kg wagi. Przyczepki
wykonane są z aluminium lub stali, łączy się je z rowerem za pomocą dwuczęściowego zaczepu. Podłoga niewielkiej budki wykonana jest z tworzywa sztucznego lub drewna pokrytego gumową matą antypoślizgową. 20-calowe koła ze szprychami mają gumowe opony. Duże otwory wejściowe i wyjściowe zamykane na zamki ułatwiają psom wchodzenie i wychodzenie z kabiny przyczepki, boczne okienka mają moskitiery chroniące przed owadami. O bezpieczeństwo czworonoga dba wewnętrzna możliwość zamocowania szelek. Większość modeli pokryta jest wodoodporną i niebrudzącą
się powłoką oraz wyposażona jest w odblaskowe reflektory i chorągiewkę, które zwiększają bezpieczeństwo na drodze. Praktyczna na wycieczki ze szczeniakiem czy spacer ze starym lub chorym
psem.

## Trójkołowa przyczepka rowerowa
Przyczepka wyposażona w trzy koła: najczęściej w dwa duże i jedno małe. Wyglądem przypomina przyczepkę dwukołową o stelażu z nisko zawieszonym podwoziem i kabiną dla pasażera. Różni się od niej jednak, bo wzbogacenie konstrukcji o trzecie koło umożliwia przeobrażenie pojazdu – można go ciągnąć za rowerem lub używać jak dziecięcą spacerówkę. Dwa koła o wymiarach 20 cali są pompowane powietrzem, trzecie koło może mieć średnicę od 8 do 16 cali. Większe trzecie koło umożliwia przekształcenie pojazdu w joggera – wózek służący do uprawiania joggingu z dzieckiem. Ponadto przyczepki przystosowane są do jazdy po trudnym terenie, tzw. off-road. Maluch jest zabezpieczony wewnątrz budki 5-stopniowymi pasami, a także przeciwdeszczową klapą i moskitierą. Często pojazdy zaopatruje się w chorągiewkę i odblaski, co zwiększa ich widoczność na drodze.